# 아오바야마역
아오바야마역(일본어: 青葉山駅)은 일본 미야기현 센다이시 아오바구 아라마키에 있는 센다이 시 지하철 도자이 선의 역이다. 역 번호는 T 02이다. 부역명은 "도호쿠 대학 아오바야마 캠퍼스 앞"이다.

## 역 구조
승강장은 지하 6층부(깊이 약 34m)로 되어 있다. 역 북쪽에 아오바야마 변전소가 설치되어 있다.

### 타는 곳
| 1 | ■ 도자이 선 |  | 센다이・아라이 방면     |  |
| 2 | ■ 도자이 선 |  | 야기야마도부쓰코엔 방면 |  |

## 출구 안내
기타1, 미나미1의 총 2곳이다.

### 기타1 출입구
- 도호쿠 대학 아오바야마 캠퍼스
  - 정보 과학 연구과
  - 이학 연구과・이학부
  - 약학 연구과・약학부
  - 사이버 사이언스 센터
  - 사이클로트론・라디오 아이소 토프 센터
  - 학제 과학 프런티어 연구소
  - 중성미자 과학 연구 센터
  - 자연사 표본관
- 미야기 교육 대학
  - 미야기 교육 대학 부속 특별 지원 학교

### 미나미1 출입구
- 도호쿠 대학 아오바야마 캠퍼스
  - 재해 과학 국제 연구소
- 도호쿠 대학 아오바야마히가시 캠퍼스
  - 공학 연구과, 공학부
  - 의용 전자 공학 연구과
  - 환경 과학 연구과
  - 미래 과학 기술 공동 연구 센터
  - 도호쿠 대학 식물원 아오바야마 게이트

## 역 주변
- 도호쿠 대학
  - 아오바야마 캠퍼스
  - 아오바야마신 캠퍼스
- 미야기 교육 대학 아오바야마 캠퍼스
  - 미야기 교육 대학 부속 특별 지원 학교

## 역사
- 2000년 10월: 역명(가칭) 공표.
- 2006년: 착공.
- 2013년 12월 24일: 역명 공식 발표.
- 2015년 12월 6일: 영업 개시.

## 인접역
| 센다이 시 지하철 ■ 도자이 선                    | 센다이 시 지하철 ■ 도자이 선 | 센다이 시 지하철 ■ 도자이 선 |
| ----------------------------------------------- | ---------------------------- | ---------------------------- |
| T 01 야기야마도부쓰코엔 야기야마도부쓰코엔 방면 |                              | 가와우치 T 03 아라이 방면    |